# Quận Cullman, Alabama
Quận Cullman là một quận thuộc tiểu bang Alabama, Hoa Kỳ. Tên của quận là để vinh danh Đại tá John G. Cullmann. Tính đến năm 2000, dân số quận là 77.483 người. Quận lỵ đóng ở thị trấn cùng tên, Cullman, Alabama. Nó là một "quận cấm", hoặc quận khô. Cullman được phục vụ bởi các đài truyền hình và đài phát thanh FM của cả Huntsville lẫn Birmingham. 
Toàn bộ quận Cullman thuộc khu vực thống kê tiểu đô thị Cullman.